# ستيف ماكميلان
ستيف ماكميلان (بالإنجليزية: Stephen McMillan)‏ هو لاعب كرة قدم بريطاني في مركز الدفاع، ولد في 19 يناير 1976 في إدنبرة في المملكة المتحدة. شارك مع منتخب اسكتلندا تحت 21 سنة لكرة القدم. أما مع النوادي، فقد لعب مع نادي ماذرويل وويغان أتلتيك.

## وصلات خارجية
- ستيف ماكميلان على موقع قاعدة بيانات كرة القدم.إي يو (الإنجليزية)
- ستيف ماكميلان على موقع Soccerbase.com (لاعب) (الإنجليزية)
- ستيف ماكميلان على موقع عالم كرة القدم.نت (الإنجليزية)